# Pavonia hassleriana
Pavonia hassleriana là một loài thực vật có hoa trong họ Cẩm quỳ. Loài này được Chodat mô tả khoa học đầu tiên năm 1901.